# 아이르통 세나
아일톤 세나 다시우바(포르투갈어: Ayrton Senna da Silva, 1960년 3월 21일 ~ 1994년 5월 1일)는 브라질의 자동차 경주 선수이다. 1988년, 1990년과 1991년 3회 포뮬러 원 월드 드라이버 챔피언을 달성했다. 이메르송 피치파우디와 네우송 피케트에 이어 세번째 브라질의 포뮬러 원 월드 챔피언으로 41회 그랑프리 우승, 65회 폴 포지션의 기록을 세웠다. 윌리엄스 소속으로 1994년 산마리노 그랑프리에서 선두로 달리던 중 사고로 사망하였다.
레이싱 카트로 모터스포츠 커리어를 시작하여 1981년 오픈휠 레이싱으로 전환, 1983년 영국 포뮬러 3 챔피언십을 우승했다. 1984년 톨먼 모터스포트에서 포뮬러 원에 데뷔하였으며 1985년 팀 로터스로 옮겨 세 시즌 동안 6번의 그랑프리를 우승했다. 1988년 맥라렌으로 옮겨 팀메이트 알랭 프로스트와 함께 16개 그랑프리 중 15개를 우승하였고 그해 월드 드라이버 챔피언을 달성했다. 1989년 프로스트가 챔피언을 달성하였고, 그 이듬해인 1990년과 1991년에는 다시 세나가 챔피언을 달성했다. 1992년과 1993년을 각각 드라이버 챔피언십 4위와 2위로 마친 세나는 1994년 윌리엄스로 이적하였다.
세나는 차량을 한계까지 사용하는 주행과 예선에서 최속 랩을 기록하는 능력으로 유명했으며, 1989년부터 2006년까지 포뮬러 원의 최다 폴 포지션 기록을 보유했다. 또한 1984년 모나코 그랑프리, 1985년 포르투갈 그랑프리, 1993년 유럽 그랑프리 등 우천 상황에서의 경주에 뛰어났던 것으로 평가된다. 모나코 그랑프리에서 통산 6회 우승으로 최다승 기록을 보유하고 있으며, 전체 그랑프리 우승 6위에 올라있다.

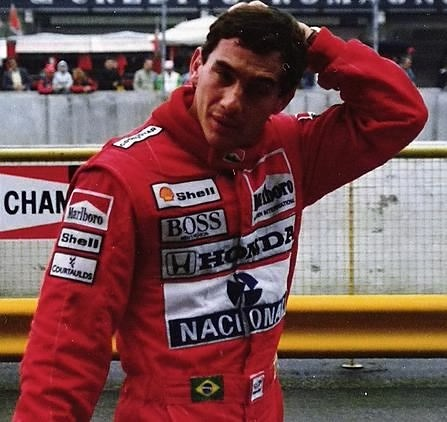
1989년의 아일톤 세나

## 사망
1994년 이탈리아 이몰라에서 열린 산마리노 그랑프리에서 선두로 달리던 중 가드레일을 심하게 들이받는 사고로 급히 병원으로 옮겨졌으나 요절하였다. 그의 장례는 1994년 5월 4일에 브라질 국장으로 치러졌다.

## 같이 보기
- 포뮬러 원
- 후안 마누엘 판히오